# Middelloonsysteem

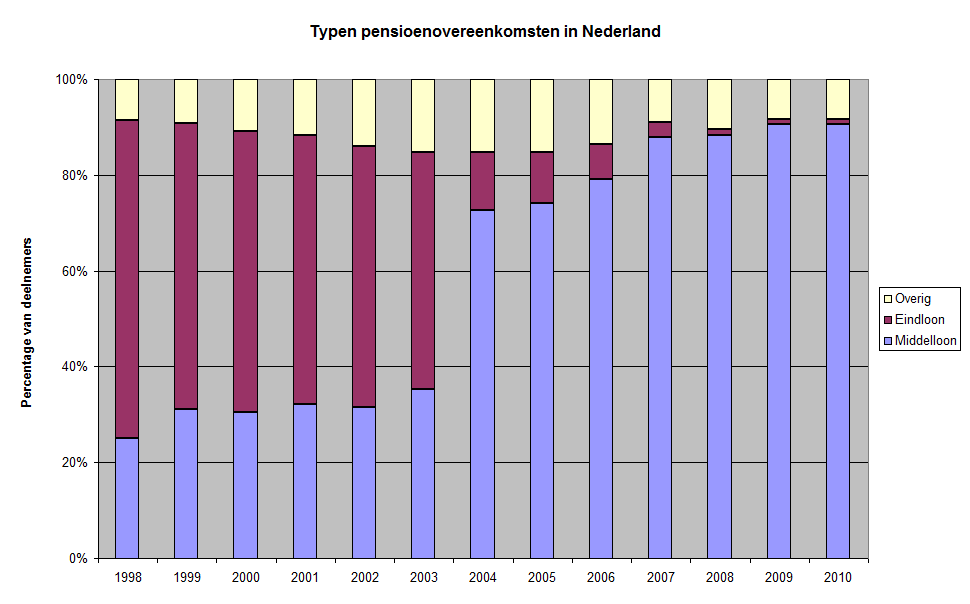
Opkomst middelloonsysteem in Nederlandse pensioenregelingen

Het middelloonsysteem is een pensioenregeling waarbij de hoogte van het pensioen afhankelijk is van het gemiddelde verdiende loon. Het middelloonsysteem is een vorm van een vaste uitkeringsregeling. 
Het middelloonsysteem genereert, indien de hoogte van de franchise en de jaarlijkse opbouw gelijk zijn, lagere pensioenen dan een eindloonsysteem. Wel is het maximum opbouwpercentage bij middelloon hoger dan bij eindloon. Het verschil met een eindloonsysteem is het grootst als de begunstigde laat carrière heeft gemaakt. Het zijn niet noodzakelijkerwijze begunstigden met een hoog salaris die carrière maken, maar eerder degenen die via een stelsel van cursussen op kunnen klimmen van generalist naar specialist, zoals verpleegkundigen en bankbedienden.
Vanuit het oogpunt van een pensioenfonds heeft een middelloonregeling als voordeel dat het fonds beter bestuurbaar wordt. Een periode van looninflatie werkt gematigder door in een middelloonregeling dan in een eindloonsysteem.
In Nederland heeft bijvoorbeeld het Stichting Pensioenfonds ABP sinds 2004 een middelloonregeling, met een overgangsregeling voor loonstijgingen van daarvoor.
De laatste jaren gaan veel werkgevers in verband met de oplopende pensioenkosten over op een beschikbare-premieregeling, waardoor de risico's steeds meer bij de deelnemer worden gelegd.